# Dystrykt Chingola
Dystrykt Chingola – dystrykt w Zambii w Prowincji Copperbelt. W 2000 roku liczył 172 026 mieszkańców (z czego 50,53% stanowili mężczyźni) i obejmował 29 215 gospodarstw domowych. Siedzibą administracyjną dystryktu jest Chingola.